# Pen & Pixel
Pen & Pixel est une entreprise de graphisme américaine spécialisée dans les pochettes d’albums de hip-hop.

## Historique
Pen & Pixel est fondée en septembre 1992 à Houston (Texas) par les frères Aaron et Shawn Brauch, après qu’ils se soient fait connaître dans le monde du hip-hop pour leur travail au sein du label texan Rap-A-Lot Records,.
L’entreprise a participé à la création graphique de milliers de pochettes d’album, notamment pour les labels hip-hop No Limit Records et Cash Money Records, tous deux originaires de La Nouvelle-Orléans,. Bien que Pen & Pixel soit principalement investie dans le hip-hop, l’entreprise travaille également pour des petits artistes de musique tex-mex, de country et de musique chrétienne. En 1998, Pen & Pixel déclare des profits de 3,7 millions de dollars.
Entre 2001 et 2003, l’entreprise réduit ses effectifs à une petite équipe en conséquence de l’apparition du téléchargement illégal. L’entreprise cesse son activité en 2003. D’après les frères Brauch, la fin de leur entreprise serait également due aux attentats du 11 septembre 2001, qui auraient freiné les clients potentiels à prendre des vols longue-distance jusqu’à Houston.
En septembre 2020, Pen & Pixel sort de sa retraite pour créer la pochette de l’album Savage Mode II de 21 Savage et Metro Boomin. En février 2021, l’entreprise sort plusieurs pochettes de ses archives pour les mettre à la vente. En mai 2022, le label canadien OVO Sound s’associe à Pen & Pixel pour sortir une collection de vêtements et un puzzle.

## Style graphique
Pen & Pixel est connue pour son esthétique bling-bling et le sens du détail apporté à ses pochettes d’albums, ainsi que ses lettrages très stylisés,. Ses pochettes sont créées via le logiciel de retouche Adobe Photoshop à partir de photographies des artistes prises en studio, sur lesquelles l’entreprise ajoute ensuite de nombreux éléments via une technique de collage,.
Pour le New York Times, Pen & Pixel « a donné le ton pour la prise de contrôle presque totale du rap sudiste sur le hip-hop » en servant d’« équivalent visuel à l’altérité » du rap sudiste. Selon SwampDiggers, le style de Pen & Pixel a eu une grande influence sur les graphistes de mixtapes, dont KidEight ainsi que Lil Ugly Mane.

## Dans la culture populaire
En août 2009, dans sa chanson Successful, le rappeur Chamillionaire fait référence à Pen & Pixel.